# Get Born Again
Get Born Again è un singolo del gruppo rock statunitense Alice in Chains, pubblicato nel 1999 ed estratto dall'album Nothing Safe: Best of the Box.

## Tracce
- CD

1. Get Born Again – 5:25
2. Died – 5:58

## Video
Il videoclip della canzone è stato diretto da Paul Fedor.